# Korlátok nélkül (film, 2015)
A Korlátok nélkül (eredeti cím: Full Out) 2015-ben bemutatott egész estés kanadai televíziós életrajzi dráma, Sean Cameron rendezésében.
A film Ariana Berlin tornászról szól, akit Ana Golja alakít. További szerepekben Jennifer Beals, Art Hindle, Jake Epstein, Ramona Milano, Trevor Tordjman és Lamar Johnson tűnik fel. A filmben maga Ariana Berlin is szerepet kapott. 
A premier Kanadában 2015. szeptember 11-én, Magyarországon 2016. január 16-án volt a Disney Channel-en.

## Cselekmény
Az olimpiai álmokat dédelgető 14 éves gimnasztika tehetség, Ariana Berlin élete váratlan fordulatot vesz, amikor egy nap súlyos autóbalesetet szenved. A szerencsétlenség után a lány a hiphop tánc segítségével próbálja meg visszanyerni önbizalmát. A lányt felkeresi a világhírű UCLA edzője, Valorie Kondos Field, hogy csatlakozzon a csapatához. Ariana kitartásának és elkötelezettségének köszönhetően megnyeri a NCAA-bajnokságot, melyről egész addigi életében álmodott.

## Szereplők
| Szereplő              | Színész             | Magyar hang                                                                            |
| --------------------- | ------------------- | -------------------------------------------------------------------------------------- |
| Ariana Berlin         | Ana Golja           | Csifó Dorina                                                                           |
| Val edzőnő            | Jennifer Beals      | Kisfalvi Krisztina                                                                     |
| Nate                  | Trevor Tordjman     | Fehér Tibor                                                                            |
| Isla                  | Sarah Fisher        | Laudon Andrea                                                                          |
| Pierce                | Jake Epstein        | Czető Roland                                                                           |
| Twist                 | Lamar Johnson       | Baráth István                                                                          |
| Susan Berlin          | Ramona Milano       | Solecki Janka                                                                          |
| Michelle              | Ashanti Bromfield   | Bogdányi Titanilla                                                                     |
| Adam                  | Robbie Graham-Kuntz | Szatory Dávid                                                                          |
| Cashmere              | Genny Sermonia      | Lamboni Anna                                                                           |
| Howard Berlin         | Nick Baillie        | Rajkai Zoltán                                                                          |
| Emma                  | Courtney Van Wirdum | Czető Zsanett                                                                          |
| tornász               | Alicia Sacramone    | Csuha Borbála                                                                          |
| tornász               | Samantha Peszek     | Gulás Fanni                                                                            |
| Edzőnő                | Ariana Berlin       | Sallai Nóra                                                                            |
| Caity                 | Jacqueline Byers    | Kardos Eszter                                                                          |
| További magyar hangok | -                   | Király Adrián Perlaki István Sipos Eszter Anna Sörös Miklós Szórádi Erika Vámos Mónika |